# Elacholoma
Elacholoma é um género botânico pertencente à família Phrymaceae.

## Espécies
- Elacholoma horni
- Elacholoma hornii